# Mighty Oaks/Diskografie
Diese Diskografie ist eine Übersicht über die musikalischen Werke der in Deutschland ansässigen multinationalen Folkband Mighty Oaks. Ihre erfolgreichste Veröffentlichung ist die Single Brother mit über 200.000 verkauften Einheiten.

## Alben

### Studioalben
| Jahr | Titel Musiklabel                          | Höchstplatzierung, Gesamtwochen, AuszeichnungChartplatzierungen (Jahr, Titel, Musiklabel, Platzierungen, Wochen, Auszeichnungen, Anmerkungen) | Höchstplatzierung, Gesamtwochen, AuszeichnungChartplatzierungen (Jahr, Titel, Musiklabel, Platzierungen, Wochen, Auszeichnungen, Anmerkungen) | Höchstplatzierung, Gesamtwochen, AuszeichnungChartplatzierungen (Jahr, Titel, Musiklabel, Platzierungen, Wochen, Auszeichnungen, Anmerkungen) | Anmerkungen                              |
| Jahr | Titel Musiklabel                          | DE | AT | CH | Anmerkungen                              |
| ---- | ----------------------------------------- | --- | --- | --- | ---------------------------------------- |
| 2014 | Howl Vertigo Records (UMG)                | DE10 (10 Wo.)DE | AT39 (4 Wo.)AT | CH10 (15 Wo.)CH | Erstveröffentlichung: 28. Februar 2014   |
| 2017 | Dreamers Vertigo Records (UMG)            | DE17 (2 Wo.)DE | AT28 (1 Wo.)AT | CH38 (1 Wo.)CH | Erstveröffentlichung: 24. März 2017      |
| 2020 | All Things Go BMG Rights Management (WMG) | DE29 (2 Wo.)DE | — | CH26 (3 Wo.)CH | Erstveröffentlichung: 7. Februar 2020    |
| 2021 | Mexico Howl Records (Sony)                | DE10 (5 Wo.)DE | AT19 (2 Wo.)AT | CH11 (3 Wo.)CH | Erstveröffentlichung: 7. Mai 2021        |
| 2024 | High Times Howl Records (Membran)         | DE48 (1 Wo.)DE | — | — | Erstveröffentlichung: 13. September 2024 |

### EPs
| Jahr | Titel Musiklabel                                               | Anmerkungen                            |
| ---- | -------------------------------------------------------------- | -------------------------------------- |
| 2011 | Mighty Oaks EP auch bekannt als: Driftwood Sea EP Selbstverlag | Erstveröffentlichung: 21. März 2011    |
| 2013 | Just One Day EP Rough Trade Records (RTD)                      | Erstveröffentlichung: 5. Juli 2013     |
| 2014 | Brother EP Vertigo Records (UMG)                               | Erstveröffentlichung: 7. Oktober 2014  |
| 2017 | Storm EP Selbstverlag                                          | Erstveröffentlichung: 3. November 2017 |

## Singles
| Jahr | Titel Album                                | Höchstplatzierung, Gesamtwochen, AuszeichnungChartplatzierungen (Jahr, Titel, Album, Platzierungen, Wochen, Auszeichnungen, Anmerkungen) | Höchstplatzierung, Gesamtwochen, AuszeichnungChartplatzierungen (Jahr, Titel, Album, Platzierungen, Wochen, Auszeichnungen, Anmerkungen) | Höchstplatzierung, Gesamtwochen, AuszeichnungChartplatzierungen (Jahr, Titel, Album, Platzierungen, Wochen, Auszeichnungen, Anmerkungen) | Anmerkungen                                                  |
| Jahr | Titel Album                                | DE | AT | CH | Anmerkungen                                                  |
| --- | ------------------------------------------ | --- | --- | --- | ------------------------------------------------------------ |
| 2014 | Back to You Howl                           | — | — | — | Erstveröffentlichung: 17. Januar 2014                        |
| 2014 | Brother Howl                               | DE66 Gold · (11 Wo.)DE | — | — | Erstveröffentlichung: 3. März 2014 Verkäufe: + 200.000       |
| 2016 | Horsehead Bay Dreamers (Limited Edition)   | — | — | — | Erstveröffentlichung: 28. Oktober 2016                       |
| 2016 | Dreamers                                   | — | — | — | Erstveröffentlichung: 23. Dezember 2016                      |
| 2017 | Be with You Always Dreamers                | — | — | — | Erstveröffentlichung: 13. Januar 2017                        |
| 2019 | All Things Go                              | — | — | — | Erstveröffentlichung: 18. Oktober 2019                       |
| 2019 | Forget Tomorrow All Things Go              | — | — | — | Erstveröffentlichung: 29. November 2019                      |
| 2019 | Lost Again All Things Go                   | — | — | — | Erstveröffentlichung: 27. Dezember 2019                      |
| 2020 | Tell Me What You’re Thinking All Things Go | — | — | — | Erstveröffentlichung: 17. Januar 2020                        |
| 2021 | Mexico                                     | — | — | — | Erstveröffentlichung: 5. März 2021                           |
| 2021 | Devil and the Deep Blue Sea Mexico         | — | — | — | Erstveröffentlichung: 19. März 2021                          |
| 2021 | Ghost Mexico                               | — | — | — | Erstveröffentlichung: 2. April 2021                          |
| 2021 | Forever Mexico                             | — | — | — | Erstveröffentlichung: 16. April 2021                         |
| 2021 | Land of Broken Dreams Mexico               | — | — | — | Erstveröffentlichung: 28. April 2021                         |
| 2021 | Stay –                                     | — | — | — | Erstveröffentlichung: 17. Dezember 2021 Original: Rihanna    |
| 2024 | Endless Summer High Times                  | — | — | — | Erstveröffentlichung: 21. Juni 2024                          |
| 2024 | Go to Hell High Times                      | — | — | — | Erstveröffentlichung: 19. Juli 2024                          |
| 2024 | Tacoma High Times                          | — | — | — | Erstveröffentlichung: 16. August 2024                        |
| Folgende Lieder erschienen nicht als Single, wurden aber durch das Album zum Download und Streaming bereitgestellt und konnten somit eine Platzierung erlangen: |                                            | | | |                                                              |
| |                                            | | | |                                                              |
| 2013 | Just One Day Howl                          | DE87 (1 Wo.)DE | — | — | Videoauskopplung: 19. Juni 2013 Charteinstieg: 19. Juli 2013 |

## Musikvideos
| Jahr | Titel                        | Regisseur(e)      |
| ---- | ---------------------------- | ----------------- |
| 2013 | Just One Day                 | Paul Gerwien      |
| 2014 | Seven Days                   | Paul Gerwien      |
| 2014 | Back to You                  |                   |
| 2016 | Horsehead Bay                | Andrew Saunderson |
| 2017 | Be with You Always           |                   |
| 2017 | Raise a Glass                | Bruno Jubin       |
| 2017 | Storm                        |                   |
| 2018 | Like an Eagle                |                   |
| 2019 | Driftwood Seat               | Bruno Jubin       |
| 2019 | So Low, So High              | Dirk Rauscher     |
| 2019 | All Things Go                | Andrew Saunderson |
| 2019 | Lost Again                   | Andrew Saunderson |
| 2020 | Tell Me What You’re Thinking | Sandro Jäger      |
| 2021 | Mexico                       | Andrew Saunderson |
| 2021 | Devil and the Deep Blue Sea  | Andrew Saunderson |
| 2021 | Forever                      | Jan Eric Hühn     |
| 2021 | Land of Broken Dreams        |                   |

## Statistik

### Chartauswertung
|                     | DE    | AT    | CH    |
| ------------------- | ----- | ----- | ----- |
| Nummer-eins-Alben   | DE—DE | AT—AT | CH—CH |
| Top-10-Alben        | DE2DE | AT—AT | CH1CH |
| Alben in den Charts | DE5DE | AT3AT | CH4CH |

|                       | DE    | AT    | CH    |
| --------------------- | ----- | ----- | ----- |
| Nummer-eins-Singles   | DE—DE | AT—AT | CH—CH |
| Top-10-Singles        | DE—DE | AT—AT | CH—CH |
| Singles in den Charts | DE2DE | AT—AT | CH—CH |

### Auszeichnungen für Musikverkäufe
Anmerkung: Auszeichnungen in Ländern aus den Charttabellen bzw. Chartboxen sind in ebendiesen zu finden.
| Land/RegionAuszeichnungen für Musikverkäufe (Land/Region, Auszeichnungen, Verkäufe, Quellen) | Gold  | Platin | Verkäufe | Quellen           |
| -------------------------------------------------------------------------------------------- | ----- | ------ | -------- | ----------------- |
| Deutschland (BVMI)                                                                           | Gold1 | —      | 200.000  | musikindustrie.de |
| Insgesamt                                                                                    | Gold1 | —      |          |                   |